# Барк (высота звука)
Барк — психофизическая единица высоты звука, предложенная Эберхардом Цвикером (нем. Eberhard Zwicker) в 1961 году. Она названа по имени немецкого учёного Генриха Георга Баркгаузена (нем. Heinrich Georg Barkhausen). Шкала барков связана с критическими полосами слуха. Поскольку ширина этих полос (в герцах) неравномерна, увеличивается с возрастанием частоты звуковых колебаний, то шкала также является неравномерной.
- Границы 24-х полос (в Гц): 20, 100, 200, 300, 400, 510, 630, 770, 920, 1080, 1270, 1480, 1720, 2000, 2320, 2700, 3150, 3700, 4400, 5300, 6400, 7700, 9500, 12 000, 15 500[1].

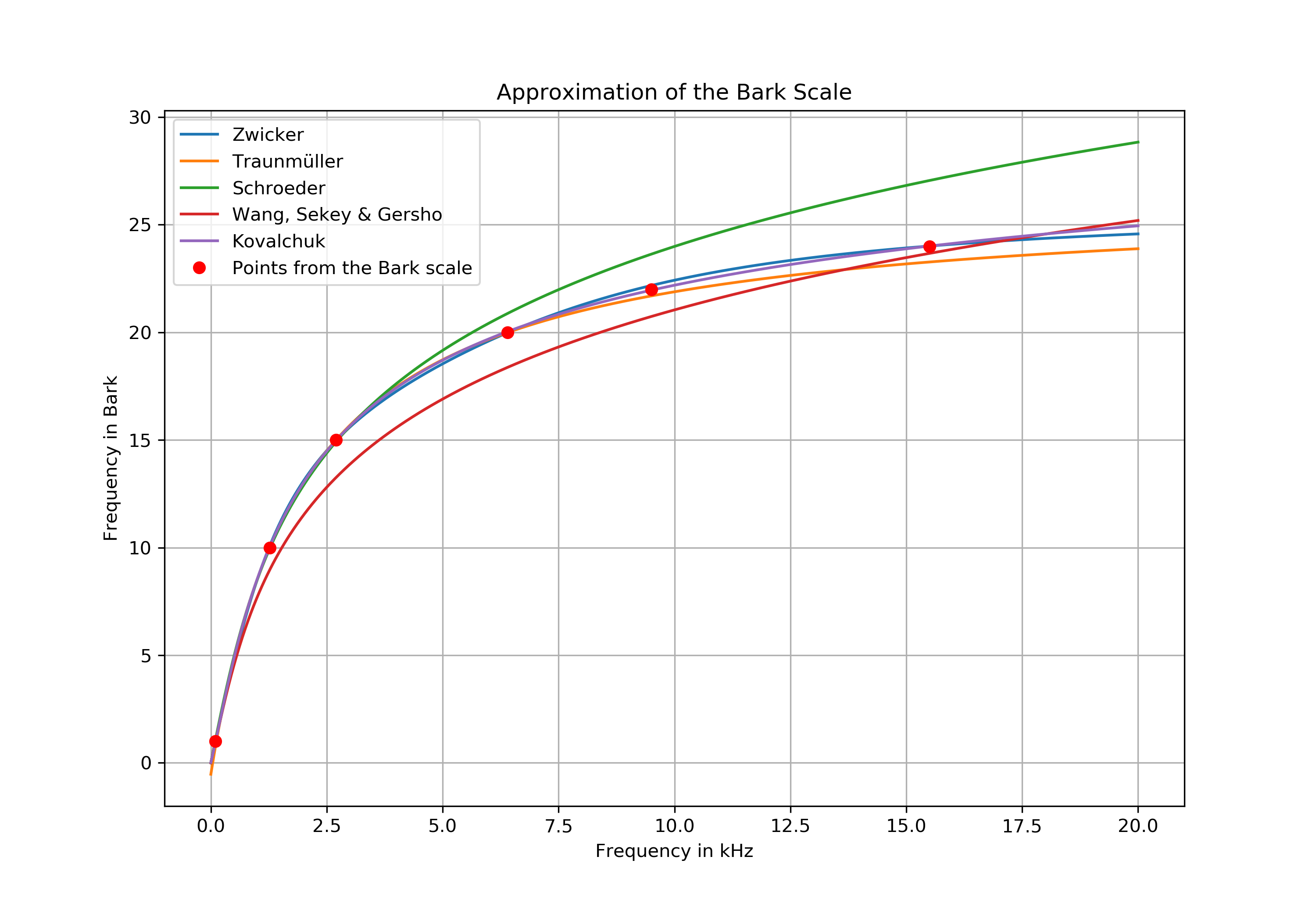
Сравнение моделей аппроксимации относительно нескольких эмпирических значений: 1 Барк — 100 Гц, 10 Барков — 1270 Гц, 15 Барков — 2700 Гц, 20 Барков — 6400 Гц, 22 Барка — 9500 Гц.

Рассчитать высоту звука (z, барк) через частоту тона (f, Гц) можно с помощью различных аналитических выражений.
- Формула, предложенная Эберхардом Цвикером[3]:

{\displaystyle z(f)=13\cdot \mathrm {arctg} {\Bigr (}{\frac {0,76f}{1000}}{\Bigl )}+3.5\cdot \mathrm {arctg} {\Bigr (}{\Bigr (}{\frac {f}{7500}}{\Bigl )}^{2}{\Bigl )}.\,}
- Формула, предложенная Хармутом Траунмюллером[4]:

{\displaystyle z(f)=[(26.81f)/(1960+f)]-0.53.}
- Формула, предложенная Манфредом Шредером[5]:

{\displaystyle z(f)=7\sinh ^{-1}(f/650).}
- Формула, предложенная Вангом, Секи и Гершо[6]:

{\displaystyle z(f)=6\sinh ^{-1}(f/600).}
- Более точная формула, предложенная Александром Кавальчуком[7]:

{\displaystyle z(f)=8.96\cdot \ln {\Bigr (}0,978+5\cdot \ln {\Bigr (}0,994+{\Bigr (}{\frac {f+75,4}{2173}}{\Bigl )}^{1,347}{\Bigl )}{\Bigl )}.}
- Обратный расчёт для последней формулы:

{\displaystyle f(z)=2173{\Bigr (}\exp {\Bigr (}{\frac {\exp(z/8,96)-0,978}{5}}{\Bigl )}-0,994{\Bigl )}^{1/1,347}-75,4.}
Ширину критических полос можно рассчитать по формуле:
{\displaystyle f={\frac {52548}{(z^{2}-52,56z+690,39)}}.\,}
Эти преобразования, порождающие так называемую психоакустическую барк-шкалу,  являются одним из подходов к нелинейному сопоставлению частоты колебаний и слышимой высоты звука. Другим подходом к этой проблеме является мел-шкала.